# Eupleres goudotii
Фаланук (Eupleres goudotii)— вид котовидих родини Фаланукові, що зустрічаються в лісах у східній та північній частинах острова Мадагаскар. Діапазон проживання за висотою: від рівня моря до 1025 м. Проживає в заболочених місцях або поблизу водно-болотних угідь в густих вологих тропічних лісах (схід) або сухих листяних лісах (західна частина ареалу). Рідко зустрічаються далеко від незайманих лісів. Етимологія: грец. εὖ — «добре», грец. πλήρης — «вкритий», бо підошва ноги є єдиною частиною, вільною від волосся. M. Doyère дав видовий епітет на честь M. Goudot.

## Морфологія

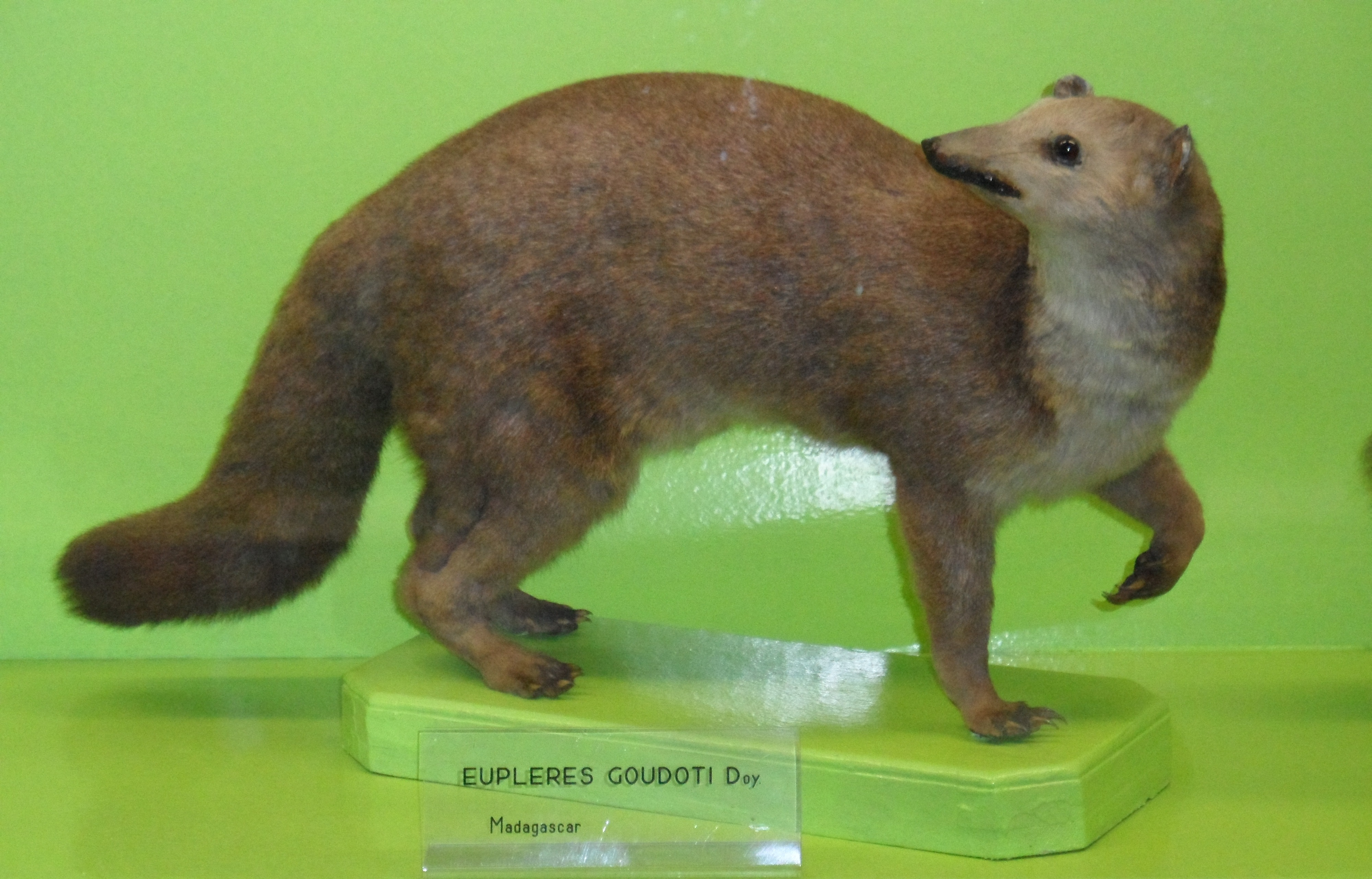

Морфометрія. Довжина голови й тіла: 450—650 мм, довжина хвоста: 220—250 мм, вага: 2—4 кг.
Опис. Підвид E. g. goudotii є жовтувато-коричневий зверху і світліший знизу. У підвиду E. g. major самці бурі, а самки сіруваті. Хутро пухнасте й м'яке, з густим підшерстям. Хвіст покритий досить довгими волосками, які надають йому пухнастий вигляд. Мордочка загострена; голова видовжена, вузька; зуби короткі, конічні. За деякими структурними особливостями нагадує віверу, за іншими — мангусту. Дрібні зуби схожі один на одного і нагадують зуби комахоїдної, а не м'ясоїдної тварини. Кігті порівняно довгі і не втягуються, або втягуються тільки частково. Ноги незвичайні як порівняно великими розмірами так і низьким положенням великих пальців на лапах.

## Поведінка
Веде у значній мірі поодинокий (іноді може жити малими сімейними групами), нічний і сутінковий спосіб життя, хоча денна активність також була зареєстрована. Вдень знаходить притулок під колодами дерев, у розколинах і тому подібне. Харчується майже виключно земляними черв'яками, але іноді споживає амфібій, комах та їх личинок. Восени до 800 грамів жиру може накопичуватися в хвіст, і було висловлено припущення, що Eupleres goudotii впадає в сплячку протягом зими, однак, активні особини спостерігались в зимовий період. Має кілька видів вокалізації та інші засоби зв'язку.

## Життєвий цикл
Парування відбувається, ймовірно, в липні або серпні (зима); народження спостерігалося в листопаді. Виводки містять одного або двох малюків. Вага немовлят становить 150 грамів; відлучення відбувається через дев'ять тижнів.

## Загрози та охорона
Серйозну загрозу для цього виду є знелісення його середовища проживання через перетворення лісів у сільськогосподарські угіддя, через лісозаготівлю та виробництво деревного вугілля. Схоже, що на цей вид знаходиться під деяким тиском полювання заради його м'яса. Також загрозою є хижацтво з боку здичавілих кішок і собак, особливо на периферії лісу. Проживає на кількох природоохоронних територіях.